# Polizeipräsidium Alexanderplatz

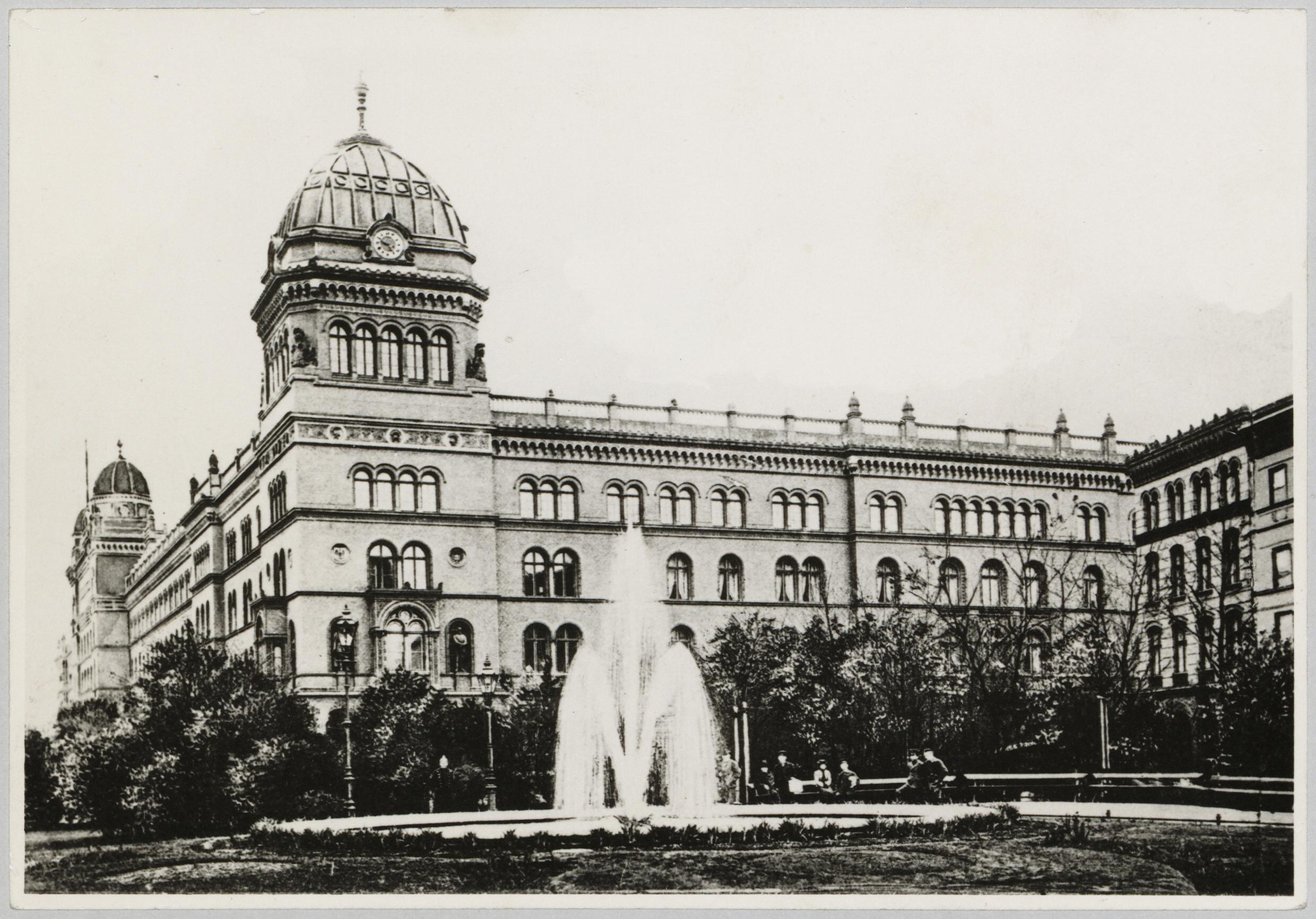
Polizeipräsidium Alexanderplatz cirka 1900.

Polizeipräsidium Alexanderplatz kan även syfta på Volkspolizeis byggnad under Östtyskland.
Polizeipräsidium Alexanderplatz, informellt ofta kallad Rote Burg, var en byggnad i närheten av Alexanderplatz i Berlin som fungerade som kontor åt Berlins polis och andra preussiska och tyska polisorgan från 1890 till början av 1950-talet. Byggnaden ritades av Hermann Blankenstein i rundbogenstil och låg i gathörnet Alexanderstrasse/Dircksenstrasse. Den skadades i andra världskriget och revs slutligen 1957, då den ersatts av Volkspolizeis byggnad vid Keibelstrasse i närheten.

## Historia

### Uppförande under kejsardömet
Den 25 mars 1809 grundade kung Fredrik Vilhelm III av Preussen genom en kabinettsorder det kungliga preussiska polispresidiet och utnämnde Karl Justus Gruner till förste polischef. Ursprungligen använde polisen stadsfogdens lokaler vid Molkenmarkt, men med Berlins snabba tillväxt under 1800-talet blev dessa för trånga och ansågs inte tillräckligt representativa. Redan 1885, efter att Berlin 1871 blivit huvudstad i Tyska kejsardömet, fanns planer på ett nytt polispresidium som en tysk motsvarighet till Londons Scotland Yard. Som lämplig plats för den nya byggnaden valdes platsen för den 1878 igenfyllda tidigare vallgraven utanför Königstor. För att göra plats för nybygget, revs arbetshuset och ett gammalt sjukhus.
Byggarbetena inleddes våren 1886, efter ritningar av Berlins stadsbyggnadsråd Hermann Blankenstein, en alumn från Bauakademie. Byggnaden ritades i rundbogenstil, uppfördes med den för Berlin traditionsenliga tegelfasaden och innehöll även ett fängelse. År 1890 stod byggnaden klar, och hade då kostat 5,5 miljoner riksmark, motsvarande över 40 miljoner euro i 2020-talets penningvärde. Med en total bebyggd tomtyta på 10 610 kvadratmeter var den nya byggnaden Berlins ditintills tredje största byggnadsverk, efter Berlins slott och Riksdagshuset. Redan följande år, 1891, omnämndes huset i Baedekers reseguide med anledning av den imponerande storleken. År 1900 gjordes en ytterligare tillbyggnad under ledning av Paul Thoemer. 

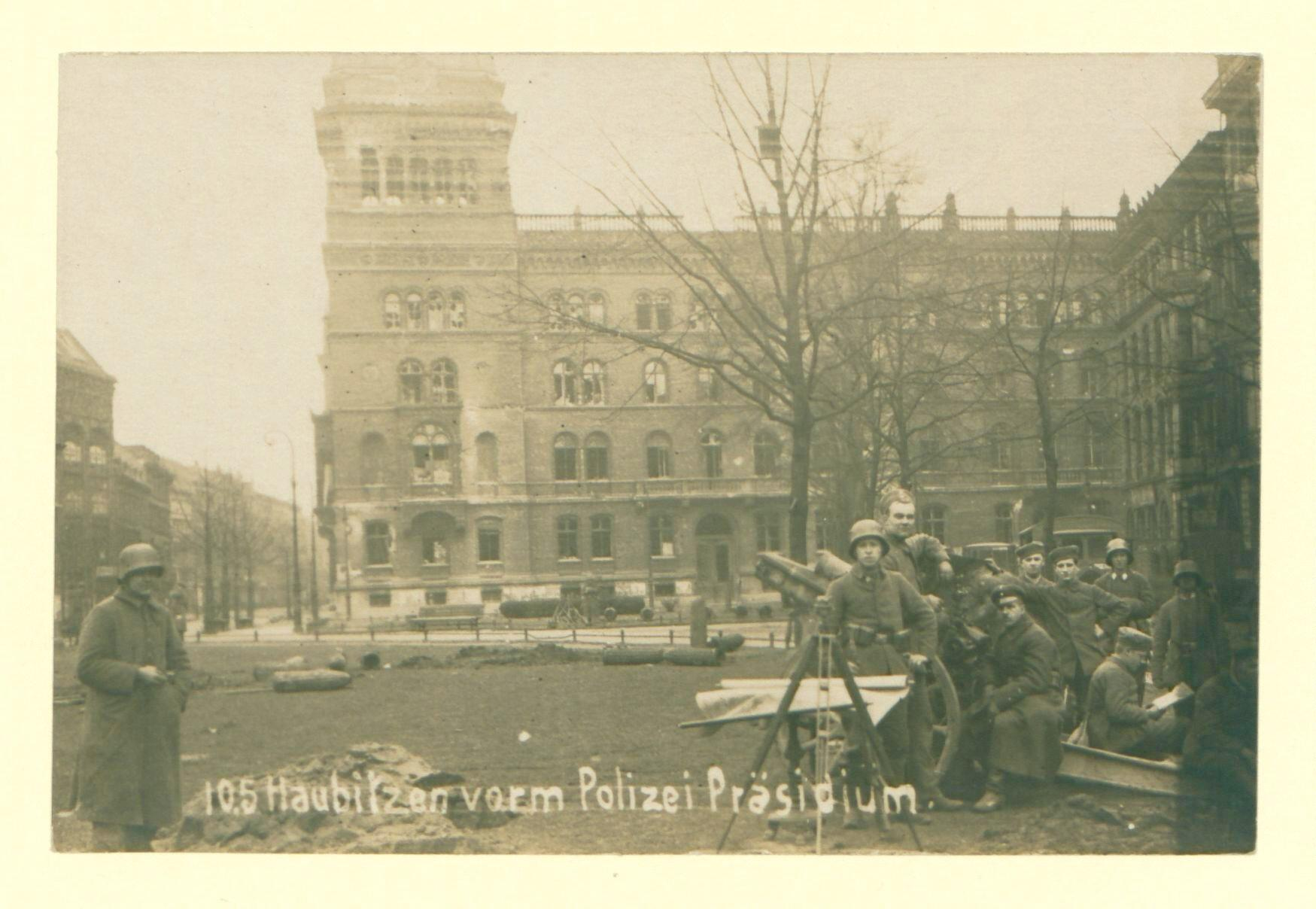
Haubits framför polispresidiet under marsoroligheterna 1919.

Under marsoroligheterna i Berlin 1919 i slutfasen av tyska novemberrevolutionen skadades polispresidiebyggnaden och hela stycken av fasaden revs ned.

### Weimarrepubliken
I den nybildade Fristaten Preussen kom polisväsendet att genomgå en omorganisation under Weimarrepublikens första år. Den bestod dels av Säkerhetspolisen, med omkring 10 000 man, huvudsakligen veteraner från det kejserliga gardesregementet, och dels av ordningspolisen med omkring 3 600 man. Skyddspolisen grundades året därpå, 1920. År 1926 anställdes de första kvinnliga poliserna i den preussiska poliskåren, så att den Kvinnliga kriminalpolisavdelningen inrättades. Ledande demokrater inom polisledningen hade nyckelpositioner i kampen om den politiska makten i Weimarrepubliken. Bernhard Weiss hade 1927 genomdrivit ett tillfälligt förbud mot NSDAP i Berlin och Preussen. Redan i samband med Preussenschlag 1932 tvingades Weiss och andra försvarare av Weimarrepublikens konstitution bort från sina tjänster genom arresteringar och påtryckningar.

### Nazityskland
Genom nazisternas maktövertagande blev Polizeipräsidium säte för Gestapo i Berlin. Poliser som var aktiva medlemmar av de demokratiska partierna och som motsatte sig den nationalsocialistiska propagandan togs ur tjänst. Dessutom upplöstes Preussens delstatspolis tillsammans med alla andra delstatspoliser och polisen underställdes istället direkt den nationelle Reichsführer-SS, Heinrich Himmler. År 1937 bildades Reichskriminalamt under Arthur Nebe, som senare var ledande i folkmordsbrotten som utfördes av SS-Einsatzgruppe B vid östfronten.
Under andra världskriget bombades byggnaden av de allierade 1944 och skadades även i slaget om Berlin 1945. 

### Efterkrigstiden i DDR och rivning
Efter krigsslutet var kontorsbyggnaden så gott som oanvändbar. Endast enstaka avdelningar av den nyskapade Berlinpolisen kunde flytta in i de återstående lokalerna.  Fängelsedelen var däremot huvudsakligen intakt och fungerade som häkte med adressen "Alexanderstrasse 10". Efter att Berlins polismyndighet delats mellan Västberlin och Östberlin i oktober 1948 användes byggnaden av Volkspolizei i Östberlin, och i maj 1950 inrättades Stasis avdelning för Stor-Berlin här.
Den återstående byggnadsdelen förblev i drift även efter att det nya fängelset i Volkspolizeis byggnad på Keibelstrasse färdigställts, fram till kort efter folkupproret i Östtyskland 17 juni 1953. Stasi höll sina fångar på en våning här och lät dem "försvinna" under användning av falska namn fram till hösten 1951, då häktena i Hohenschönhausen och vid Prenzlauer Allee färdigställts. 
De sista resterna av Polizeipräsidiums byggnad revs 1957, och på platsen uppstod en stor parkeringsplats som i femtio år fungerade som parkering och plats för en årlig julmarknad. År 2007 uppfördes det stora köpcentret Alexa på platsen. Efter Tysklands återförening flyttades det återförenade Berlins polishögkvarter till Tempelhofflygplatsen vid Platz der Luftbrücke 6.

## Beskrivning och organisation

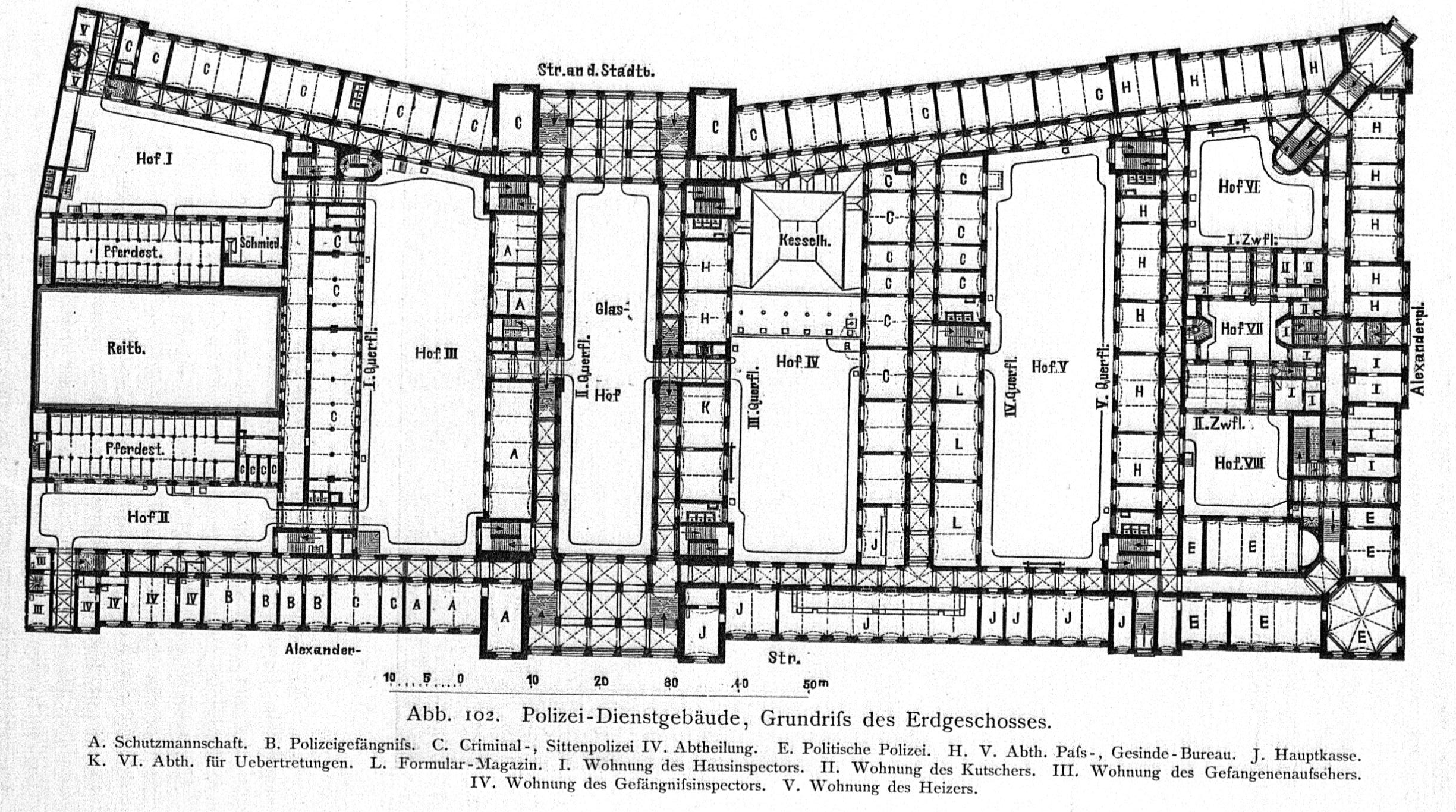
Planlösning för polispresidiets bottenvåning.

Redan 1896 fanns i byggnaden ett identifieringstjänst, ett signalementkartotek enligt Alphonse Bertillons principer, ett register över saknade personer och ett brottsregister. År 1899 inrättades även en egen fotoateljé. Berlins polispresident (polismästare) var inom Preussen ansvarig för den dagliga ledningen av samtliga polisfunktioner och tillhörande förvaltning. I byggnaden vid Alexanderplatz fanns alltså inte bara Berlins kommunala polis utan även specialavdelningar som till exempel Preussens censurmyndighet. Denna förvaltning kom att bilda modell för Preussen och på längre sikt hela det tyska kejsarriket. 
Byggnaden beskrivs enligt följande i Berlin und seine Bauten från 1896:
"Den på tre sidor fristående byggnaden mäter längs den hela raka främre fasaden mot Alexanderstrasse 196 meter, mot Alexanderplatz 92 meter, och följer på den tredje sidan som vänder sig mot Berlins stadsbana järnvägsviaduktens krökningar. Den omsluter åtta innergårdar under bar himmel som, där kontorsrum vetter mot gården, har en minsta bredd på 17,50 meter och en längd av 53 till 60 meter. Den centrala ljusgården är glastäckt och bildar ett rum skyddat mot vädret för omflyttning av dokument och samlingar för poliseskorter. Samtidigt bildar den genomgång tvärs igenom byggnaden som en förlängning av Kaiserstrasse (nuvarande Jacobystrasse, som dock har en ändrad sträckning idag).
Förutom de olika avdelningarna för polisförvaltningen: Regeringsavdelningen (I), Näringsavdelningen (II), Byggavdelningen (III), Kriminal- och sedlighetspolisen (IV), Passkontoret och servicekontoret (V), avdelningen för överträdelser (VI) och den politiska polisen, finns även i byggnaden centralkontoret, blankettförrådet, polishuvudkassan, sanitetskommissionen, dessutom ledningskontoret och reservavdelningen samt den beridna avdelningen för poliseskort med nödvändiga stallbyggnader och en täckt ridbana, centraltelegrafstationen, polisfängelset med tillhörande förvaltnings- och serveringsutrymmen och slutligen fem tjänstevåningar för polispresidenten och fyra högre ämbetsmän, samt nio tjänstevåningar för lägre ämbetsmän. För att lösa detta utrymmesbehov skapades förutom källarvåningen fyra våningsplan. Polispresidentens och överregeringsrådets tjänstevåningar låg mot Alexanderplatz i huvudplanet.
Förvaltningsutrymmen och tjänstevåningarna fördelades över tre gatubyggnader, fyra tvärgående flyglar och två mellanflyglar, medan en särskild femte tvärflygel innehöll polishäktet med fem övre våningsplan, där de tre översta innehöll invidivuella celler avsedda för manliga fångar. Kvinnofängelset samt en tjänstevåning för föreståndarinnan låg på fjärde våningen i byggnaden mot stadsbanan. Totalt innehöll byggnaden fängelseceller för 328 män och 94 kvinnor. Stallen och vaktlokalerna för de beridna eskorterna låg i anslutning till fängelseflygeln som två särskilda tillbyggnader i två våningar med en mellanliggande glastäckt ridbana.".

## I fiktion
Polispresidiet förekommer bland annat i Volker Kutschers kriminalromanserie om Gereon Rath som blivit förlaga till TV-serien Babylon Berlin, där det verkliga Rathaus Schöneberg används som inspelningsplats för många interiörscener och Rotes Rathaus för vissa exteriörscener. För serien användes även delvis datorgrafik för att återskapa miljöbilder från polishusets exteriör.
I Alfred Döblins kända storstadsroman Berlin Alexanderplatz från 1929 som utspelar sig under Weimarrepubliken sitter huvudpersonen Franz Biberkopf häktad på polishuset. Döblin var själv vittne till marsoroligheterna 1919 från sin läkarmottagning på Frankfurter Allee.